# Liv Wilse
Liv Wilse, född Ingebrigtsen 27 maj 1931, död 17 augusti 1994, var en norsk skådespelare och sångare. Hon var under en period på 1950-talet gift med Arve Opsahl.
Wilse medverkade i sju filmer 1954–1959. Hon debuterade i Troll i ord där hon framförde sången "Elskling". Hon spelade också in låten på 78-varvare (Musica A 5009). År 1990 medverkade hon i en mindre roll i TV-serien Den svarta cirkeln.

## Filmografi
- 1954 – Troll i ord
- 1954 – Kasserer Jensen
- 1955 – Arthurs forbrytelse
- 1957 – Peter van Heeren
- 1957 – Selv om de er små
- 1958 – Bustenskjold
- 1959 – Støv på hjernen

## TV-serie
- 1990 – Den svarta cirkeln